# Indohyus
 Indohyus  ist eine ausgestorbene Gattung der Paarhufer (Artiodactyla), die vor etwa 48 Millionen Jahren auf dem Indischen Subkontinent lebte. Indohyus gilt als Verbindungsglied zwischen den Landsäugetieren und den Walen. Indohyus hatte etwa die Größe eines Waschbären und ähnelt am meisten dem Afrikanischen Hirschferkel. Der verdickte Ohrknochen ist das wichtigste Merkmal, das für die direkte Abstammung der Wale vom Indohyus spricht, denn dieses Merkmal findet sich ausschließlich bei Walen. Eine starke Verdickung der äußeren Knochenschichten, der sogenannten Osteosklerose, deutet ferner darauf hin, dass die Tiere schon teilweise im Wasser gelebt haben. Dieses Merkmal ist auch bei den heute lebenden Flusspferden zu finden und es erlaubt eine kraftschonende, watende Fortbewegungsweise unter Wasser.

## Arten
- Indohyus indirae
- Indohyus major[7]